# Вейксельбаум, Антон
Антон Вексельбаум (нем. Anton Weichselbaum; 8 февраля 1845, Лангенлойс, Нижняя Австрия — 23 октября 1920, Вена, Австрия) — австрийский патолог и бактериолог, известен открытием возбудителя менингококковой инфекции — менингококка.

## Биография
Был сыном производителя бочек. Учился в гимназии в Кремсе. На протяжении 1855—1863 гг. изучал медицину в Императорском медицинском хирургическом военном госпитале, академии императора Йозефа и Венском университете, получив степень доктора медицины в 1869 году. Впоследствии в 1869—1871 годах был помощником патологоанатома Йозефа Энгеля (1816—1899), который учился у Карла фон Рокитанского.
После службы на различных должностях военным врачом, в 1875 году Вексельбаум стал анатомическим демонстратором в Первой Императорской и Королевской военной больнице в Вене. В 1878 году он получил должность приват-доцента на кафедре патологической анатомии в Венском университете. В 1882 году его назначили главным демонстратором в венской больницы Рудольфа, а в 1885 году стал доцентом на кафедре патологической гистологии и бактериологии. В 1893 году назначен полным профессором кафедры патологической анатомии и директором патологоанатомического института Венского университета, а в 1912 году он стал ректором университета. Ушёл в отставку в 1916 году.

## Научные труды
В 1887 году он стал первым учёным, кто изолировал возбудителя цереброспинального менингита. Он назвал бактерию «Diplococcus intracellularis meningitidis». Вексельбаум был одним из первых учёных, кто признал важность бактериологии для патологической анатомии. Он сумел продемонстрировать наличие туберкулезной палочки в крови лиц, умерших от милиарного туберкулеза. Он внес весомый вклад в политику здравоохранения в борьбе с туберкулезом и был основателем первого австрийского института здоровья легких (Lungenheilstätte) в Алланди. Также много внимания уделил новой науке серологии. Карл Ландштайнер обнаружил агглютинацию между сывороткой и клетками крови, когда работал в лаборатории Вексельбаума ассистентом. Вексельбаум также сделал ценные исследования сахарного диабета, а также активно изучал заболевания хрящей и суставов, потратил много сил на борьбу с алкоголизмом. Ему также принадлежит первый комплексный описание локальной эрозии костей при артрите. Он основал первый в Австрии институт легочного здоровья (Lungenheilstätte).

## Основные произведения
- Der gegenwärtige Stand der Bakteriologie und ihre beziehungen zur praktischen Medizin. Klinische Zeit — und Streitfragen, volume 1, 1; Vienna, 1887.
- Grundriss der pathologischen Histologie. Leipzig-Wien, 1892. His most important work.
- The Elements of Pathological Histology: with special reference to practical methods / by Д Anton Weichselbaum. London: Longmans, Green, and Co., 1895. 456 pages.
- Über Entstehung und Bekämpfung der Tuberkulose. 1896.
- Parasitologie. Handbuch der Hygiene, volume 9; Jena, 1899.
- Epidemiologie. Handbuch der Hygiene, volume 9; Jena, 1899.
- Handbuch der pathogenen Mikroorganismen, volume 3; Jena, 1903.
- Handbuch der pathogenen Mikroorganismen, volume 3; Jena, 1903.
- Handbuch der pathogenen Mikroorganismen, volume 4; Jena, 1904.
- Immunität bei den durch den Micrococcus meningitidis cerebrospinalis (Diplococcus intracellularis meningitidis) verurscahten Erkrankungen.
- Handbuch der pathogenen Mikroorganismen, volume 4; Jena, 1904.
- Über die Infektionswege der menschlichen Tuberkulose. 1907.
- Über die Beziehungen zwischen Körperkonstitution und Krankheit. 1912.

## Признание
Стал членом Леопольдины и академиком Австрийской академии наук (1894). В его честь названы — грампозитивного, недвижимые, факультативные анаэробы «Streptococcus pneumoniae», которые вызывают пневмонию, а иногда и сепсис, перитонит или менингит. В 1929 году в его честь в Вене назван переулок (Weichselbaumgasse).